# IMP-8

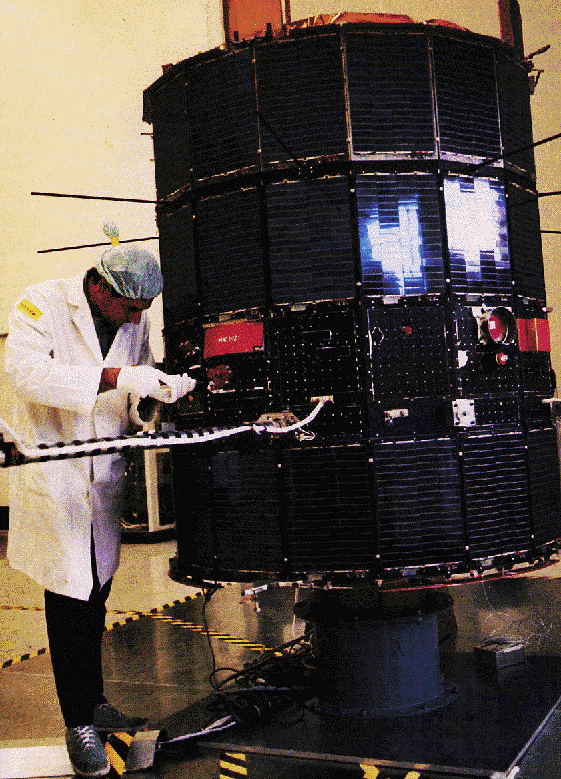
Satellite IMP-J en cours de montage.

IMP-8 ou IMP-J est un satellite scientifique de la NASA lancé en 1973. C'est la dixième et dernière mission spatiale du programme IMP (acronyme de Interplanetary Monitoring Platform, en français « Plateforme de surveillance interplanétaire ») consacré à l'étude de la magnétosphère terrestre. IMP-8 (Explorer 50) est le 50e satellite du programme Explorer de la NASA.

## Déroulement de la mission
Le satellite est lancé le 26 octobre 1973 à 02:26:03 UTC par une fusée Thor-Delta 1604 tirée depuis la base de lancement de Cape Canaveral. Il est placé initialement sur une orbite haute avec un apogée de 45,26 RE, et un périgée de 22,11 RE (RE=6378 km) et une inclinaison comprise entre 0 et 55°. Il parcourt son orbite en 12 jours dont 60% dans le vent solaire et dans la magnétosphère terrestre et la magnétogaine. En 2000, le magnétomètre qui avait perdu une partie de ses fonctionnalités auparavant cesse de fonctionner. La mission est officiellement arrêtée en octobre 2001 mais elle est réactivée quelques mois plus tard afin de fournir des données venant compléter celles fournies par la sonde spatiale Ulysses et celles des missions du programme Voyager. La NASA met définitivement fin à la mission en octobre 2006 après une dégradation importante du débit de l'émetteur.

## Caractéristiques techniques
IMP-8 est un satellite de forme cylindrique (à 16 facettes) de 1,54 mètre de haut pour 1,36 m de diamètre. Plusieurs antennes font saillie à l'extrémité du cylindre et à sa périphérie. Il reprend l'architecture de la série des  satellites IMP développés précédemment. D'une masse de 371 kg il emporte 39 kg d'ergols pour le contrôle d'attitude et les changements de trajectoire. Le satellite est stabilisé par rotation avec une vitesse de 22,3 tours par minute. L'axe du cylindre est maintenu perpendiculaire au plan de l'écliptique avec un écart inférieur à 1°. Les cellules solaires qui tapissent les parois du cylindre fournissent 150 watts. Les télécommunications sont assurées en VHF (Very High Frequency) avec un débit de 1 600 bits par seconde. Le satellite ne dispose d'aucun système de stockage des données

### Instruments scientifiques
Le satellite emporte 9 instruments scientifiques :
Instruments de mesure des champs :
- Le magnétomètre fluxgate triaxial MAG (Magnetic Fields Experiment) est développé par le Centre de vol spatial Goddard. Sa résolution est de ± 0.3 nT ;
- GAF mesure les champs électriques grâce à des antennes filaires de 60 mètres de long ;
- IOF est un instrument mesurant à la fois les champs électriques et le champ magnétique.

Étude du plasma :
- LAP (Los Alamos Plasma Experiment) mesure la distribution des ions et des électrons du vent solaire ;
- IOE (Low Energy Particles Investigation) mesure les flux des ions et des électrons de faible énergie ;
- PLA (Plasma Faraday Cup Assembly) étudie les ions positifs et les électrons du vent solaire, de la région de transition et de la magnétoqueue. Il détermine la vitesse des protons, leur densité et leur température.

Étude des particules énergétiques :
- EPE (Energetic Particle Experiment) mesure les flux d'ions ayant quatre niveaux d'énergie entre 0,05–0,20 MeV et 2,1–4,5 MeV, et les électrons dont l'énergie est comprise entre 30-90 et 100-200 keV ;
- EECA (Electrostatic Energy-Charge Analyzer) mesure l'énergie des ions incidents dans plusieurs gammes d'énergie comprises entre 100  et   1 000 keV/noyau ;
- CPME (Charged Particle Measurement Experiment) mesure l'énergie des protons dont l'énergie est comprise entre 0.29 et 140 MeV et les particules alpha dont la charge est comprise entre 0,64  et   52 MeV.

### Sources
- (en) IMP-8 sur le site EO Portal